# إدوارد روبنسون (سياسي كندي)
إدوارد روبنسون هو سياسي كندي، ولد في 1829 بمقاطعة روسكومون في جمهورية أيرلندا، وتوفي في 3 يناير 1888 بتشاتام كينت في كندا. حزبياً، نشط في الحزب الليبرالي في أونتاريو ‏. وقد انتخب عضو برلمان مقاطعة أونتاريو.